# Салемський хрест
Салемський хрест, також відомий як папський хрест, оскільки його носять перед Папою Римським, схожий на патріарший хрест, але з додатковою поперечиною нижче головної поперечини, довжиною рівній верхній поперечині. Він також схожий на Православний хрест. Також використовується вищим керівництвом масонських обрядів Шотландії та Йорку. 